# Gare de Oued El Assi
La gare de Oued El Assi, ou gare de Oued-el-Assi, est une ancienne halte ferroviaire algérienne située sur le territoire de la commune de Beni Ounif, dans la wilaya de Béchar.

## Situation ferroviaire
Établie à une altitude de 844,900 m, la gare est située au point kilométrique (PK) 524,623 de la ligne de Oued Tlelat à Béchar, où elle est précédée de l'ancienne gare de Duveyrier et suivie de celle de Beni Ounif.

## Histoire
La gare est mise en service en 1903 lors de l'ouverture de la section de Duveyrier à Beni Ounif de l'ancienne ligne à voie étroite d'Oran à Kenadsa via Saïda. Précédée de l'ancienne gare de Duveyrier et suivie de celle de Beni Ounif, elle était située au PK 622,700 de cette ligne,,.
Cette gare fait partie des gares fortifiées en Algérie construites par l'armée française entre 1881 et 1906 le long de la ligne entre Saïda et Béchar.

## Service des voyageurs

### Dessertes
En 2023, cette halte n'est pas desservie par les trains de la Société nationale des transports ferroviaires.